# Oncocnemis sanina
Oncocnemis sanina là một loài bướm đêm trong họ Noctuidae.